# Geneviève Thibault
Geneviève Thibault (* 25. Oktober 1986) ist eine ehemalige kanadische Leichtathletin, die sich auf den Sprint spezialisiert hat. Zudem war sie auch im Bobsport als Anschieberin aktiv.

## Sportliche Laufbahn
Erste internationale Erfahrungen sammelte Geneviève Thibault im Jahr 2003, als sie bei den Jugendweltmeisterschaften im kanadischen Sherbrooke in 2:09,03 min den vierten Platz mit der Sprintstaffel (1000 Meter) belegte. Anschließend startete sie über 199 und 200 Meter bei den Panamerikanischen Juniorenmeisterschaften in Bridgetown und schied über beide Distanzen mit 12,13 s und 24,78 s in der Vorrunde aus. Im Jahr darauf erreichte sie bei den Juniorenweltmeisterschaften in Grosseto das Halbfinale im 100-Meter-Lauf und schied dort mit 11,74 s aus und mit der kanadischen 4-mal-100-Meter-Staffel verpasste sie mit 45,23 s den Finaleinzug. 2005 gewann sie bei den Panamerikanischen Juniorenmeisterschaften in Windsor in 13,50 s die Bronzemedaille im 100-Meter-Hürdenlauf und über 100 Meter belegte sie in 12,18 s den achten Platz. Im Jahr darauf wurde sie bei den U23-NACAC-Meisterschaften in Santo Domingo in 11,70 s Fünfte über 100 Meter und 2008 gelangte sie bei den U23-NACAC-Meisterschaften in Toluca de Lerdo mit 11,66 s auf Rang sieben. 2009 siegte sie in 11,55 s bei den Spielen der Frankophonie in Beirut und gewann in 44,78 s auch die Goldmedaille in der 4-mal-100-Meter-Staffel. Sie war bis 2014 als Leichtathletin aktiv und wechselte dann als Anschieberin zum Bobsport. Dort startete sie 2015 im Bob-Nordamerikacup und fuhr dort zu Beginn in Calgary zweimal auf das Podest. Im Januar 2016 startete sie auch im Bob-Weltcup. In der Saison 2016/17 siegte sie zweimal beim Nordamerikacup in Whistler gemeinsam mit der Pilotin Alysia Rissling und war anschließend wieder im Weltcup dabei. Nach dieser Saison beendete sie auch im Bobsport ihre sportliche Karriere.
2006 wurde Thibault kanadische Meisterin im 100-Meter-Lauf.

## Persönliche Bestzeiten
- 100 Meter: 11,47 s (+1,3 m/s), 5. August 2006 in Ottawa
  - 60 Meter (Halle): 7,31 s, 12. März 2009 in Windsor
- 200 Meter: 23,88 s (+1,0 m/s), 28. Juni 2006 in London
  - 200 Meter (Halle): 25,04 s, 12. Februar 2005 in Boston
- 100 m Hürden: 13,71 (−0,3 m/s), 10. Juli 2005 in Montreal